# Myllaena brevicollis
Myllaena brevicollis är en skalbaggsart som beskrevs av Thomas Casey 1911. Myllaena brevicollis ingår i släktet Myllaena och familjen kortvingar. Inga underarter finns listade i Catalogue of Life.